# Epífila

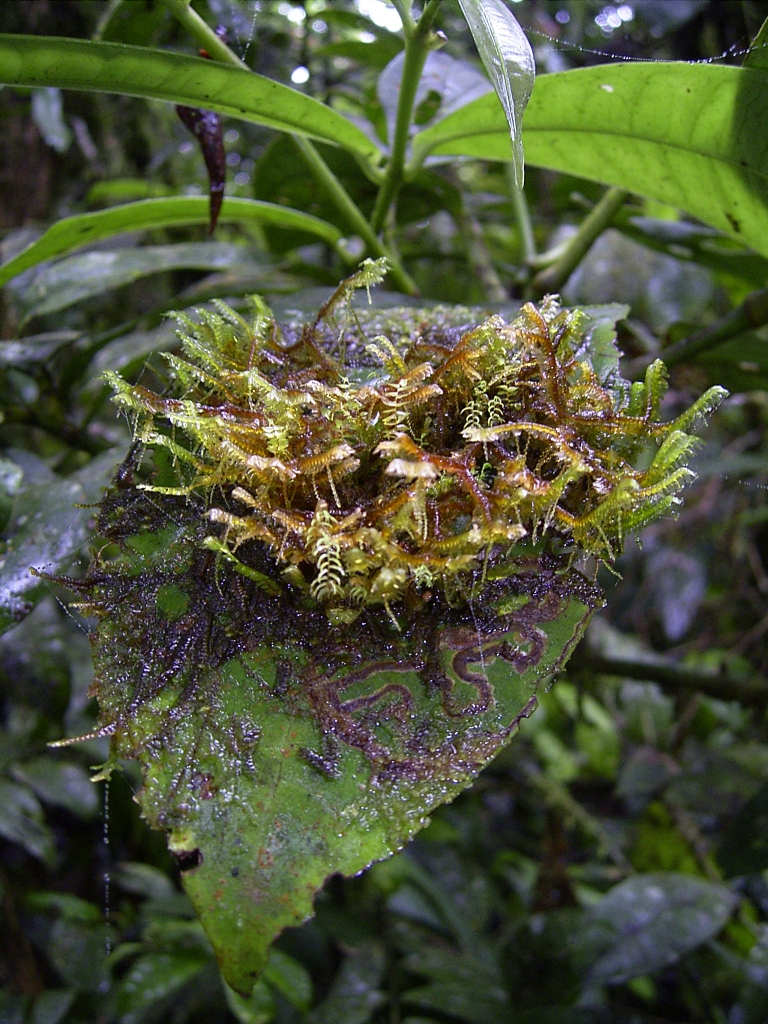
Musgo epifílico sobre uma folha numa floresta de nuvens.

Epífilas são plantas que crescem em cima de folhas vivas de outras plantas. As epífilas mais comuns são briófitas, principalmente da família Lejeuneaceae, líquens e fungos.